# Irène des Pays-Bas
La princesse Irène des Pays-Bas (en néerlandais, prinses Irene der Nederlanden), princesse d’Orange-Nassau, princesse de Lippe-Biesterfeld, née le 5 août 1939 au palais de Soestdijk, à Baarn (Pays-Bas), est la deuxième fille de la reine Juliana des Pays-Bas et du prince consort Bernhard de Lippe-Biesterfeld. Sœur de la reine Beatrix, Irène n’est pas un membre à part entière de la famille royale des Pays-Bas du fait de son mariage avec le prince catholique Charles-Hugues de Bourbon-Parme en 1964 ; union qui l’avait aussi exclue de l’ordre de succession au trône des Orange.
Par son mariage avec le prétendant carliste au trône d’Espagne, la princesse Irène est mère de quatre enfants — qui appartiennent à la maison ducale de Bourbon-Parme —, dont Charles, aîné de la fratrie et actuel prétendant à la succession carliste.

## Famille

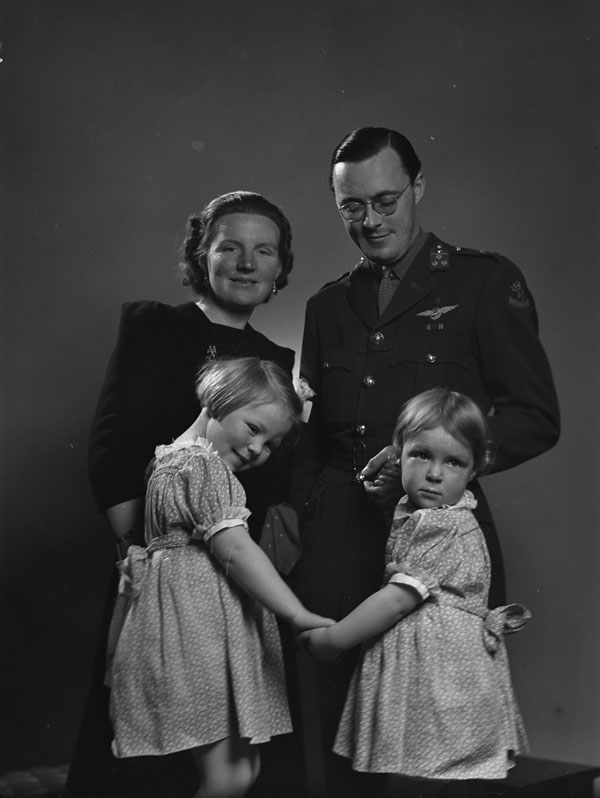
La princesse Juliana et le prince Bernhard avec leurs deux filles Beatrix (à gauche) et Irène (à droite), en 1942.

Irène est la deuxième fille de la reine Juliana des Pays-Bas (1909-2004) et du prince consort Bernhard de Lippe-Biesterfeld (1911-2004). Elle descend de plusieurs souverains allemands, dont les comtes de Lippe (la branche cadette des princes souverains de Lippe), les grands-ducs de Mecklembourg-Schwerin, les princes souverains de Waldeck et Pyrmont, les princes souverains de Schwarzbourg-Rudolstadt, les rois de Prusse et la maison royale d’Orange-Nassau, de lointaine origine allemande et à laquelle elle appartient. 
Le 29 avril 1964, la princesse Irène épouse, en la chapelle Borghèse de la basilique Sainte-Marie-Majeure de Rome, le prince Charles-Hugues (1930-2010), prince de Bourbon-Parme, « duc de Madrid », fils de François-Xavier de Parme (1889-1977) — 15e enfant du duc Robert Ier de Parme — et de Madeleine de Bourbon Busset (1898-1984). Aux Pays-Bas, la question d’un mariage catholique, avec un prince aux prétentions sur des trônes étrangers (Parme et Espagne), exclut la princesse de la famille royale directe et de la succession. S’étant convertie à la religion de son époux, la princesse divorce officiellement de Charles-Hugues le 27 mai 1981.
Du mariage du prince Charles-Hugues et de la princesse Irène naissent 4 enfants, :
- Carlos de Bourbon de Parme (1970), « duc de Parme ». Il épouse Anne-Marie Gualthérie van Weezel en 2010 : dont 3 enfants légitimes (Luisa, Cecilia et Carlos Enrique de Bourbon de Parme) et 1 enfant naturel (Hugo de Bourbon de Parme, né de Brigitte Klynstra) ;
- Marguerite de Bourbon de Parme (1972), « comtesse de Colorno ». Elle épouse Edwin de Roy van Zuydewijn en 2001, puis Tjalling ten Cate en 2008 (sép. en 2023) : dont 2 enfants (Julia et Paola ten Cate) ;
- Jaime de Bourbon de Parme (1972), « comte de Bardi », « duc de San Jaime »[4], ambassadeur des Pays-Bas au Vatican[4],[5]. Il épouse Viktória Cservenyák en 2013 : dont 2 enfants (Zita et Gloria de Bourbon de Parme) ;
- Carolina de Bourbon de Parme (1974), « marquise de Sala », « duchesse de Guernica »[6]. Elle épouse Albert Brenninkmeijer en 2012[6] : dont 2 enfants (Alaïa-Maria et Xavier Brenninkmeijer).

## Activités
Irene van Lippe-Biesterfeld, princesse des Pays-Bas, a toujours travaillé dans le domaine du développement personnel, en tant que pédagogue social, en Europe, en Afrique du Sud et aux États-Unis. Depuis plus de 24 ans, elle a facilité les processus de transformation en travaillant avec des groupes et des individus.
Elle a aussi travaillé dans le domaine politique en Espagne, elle a été active dans le féminisme et le mouvement antinucléaire, pour la diversité culturelle les Pays-Bas, et pour le respect du milieu naturel (Fondation Nature College Lippe-Biesterfeld, 2001).
Dans son processus de croissance personnelle, elle est consciemment passée de la position d'« être contre » et de vouloir changer le monde, pour arriver à comprendre qu'il y a un espace pour l'apprentissage pouvant englober l'amour universel. Elle voit la guérison dans le cadre de la guérison de la Terre. Elle se considère comme une étudiante de la vie, explore et expérimente au contact des réalités. Irene van Lippe-Biesterfeld a écrit plusieurs livres sur ces sujets. Son livre Dialogue avec la nature (1995) a été un best-seller aux Pays-Bas et a été traduit en cinq langues.
Dans le cadre de son projet écologiste, elle gère en Afrique du Sud une réserve naturelle « Spirit of the Wild » à Bergplaas, dit le « Bergplaas Nature Reserve », sur les hauts plateaux du désert du Karoo.
Irene van Lippe-Biesterfeld est membre d'honneur du Club de Budapest.

## Titres et honneurs

### Titulature
- 19 janvier 1943 — 29 avril 1964 : Son Altesse Royale la princesse Irène des Pays-Bas, princesse d’Orange-Nassau, princesse de Lippe-Biesterfeld
- 29 avril 1964 — 7 mai 1977 : Son Altesse Royale la « duchesse de Madrid »
- 7 mai 1977 — 27 mai 1981 : Son Altesse Royale la « duchesse de Parme et Plaisance »
- depuis le 27 mai 1981 : Son Altesse Royale la princesse Irène des Pays-Bas, princesse d’Orange-Nassau, princesse de Lippe-Biesterfeld

### Honneurs

Étendard de la princesse Irène des Pays-Bas.

#### Honneurs nationaux
- Grand-croix de l’ordre du Lion néerlandais[9]

#### Honneurs étrangers
Sauf mention contraire, les informations sur les décorations étrangères de la princesses proviennent du site Alles op een rij.
- Autriche : grande décoration d’honneur (avec écharpe) de l'ordre du mérite de la République d’Autriche
- Belgique : grand-croix de l’ordre de la Couronne
- Iran : membre (deuxième classe) de l’ordre des Pléiades
- Mexique : grand-croix de l’ordre de l’Aigle aztèque
- Pérou : grand-croix de l’ordre du Soleil
- Thaïlande : grand-croix de l’ordre de Chula Chom Klao

### Sources
- (en)/(nl) Cet article est partiellement ou en totalité issu des articles intitulés en anglais « Princess Irene of the Netherlands » (voir la liste des auteurs) et en néerlandais « Irene van Lippe-Biesterfeld » (voir la liste des auteurs).